# Storno Ferenc

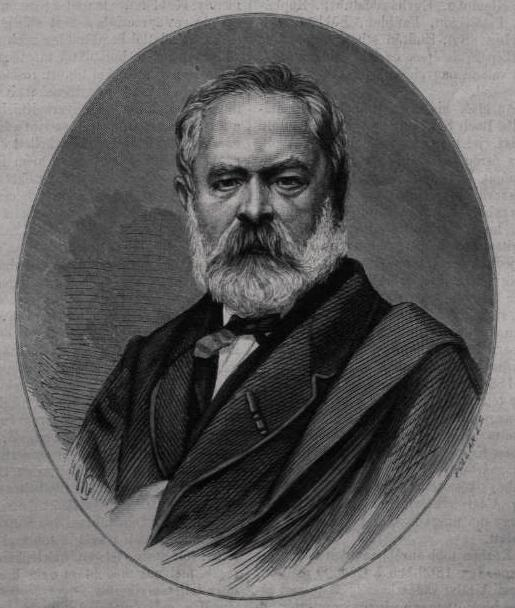
Storno Ferenc portréja a Vasárnapi Ujságban

Id. Storno Ferenc (Kismarton, 1821. február 20. – Sopron, 1907. január 29.) festőművész, építőművész, restaurátor, műgyűjtő; ifj. Storno Ferenc és Storno Kálmán apja, a soproni Storno-gyűjtemény megalapozója.

## Élete
A Storno család Svájc Ticino kantonjából származik, de a bajorországi Landshutban éltek kisebb megszakítással. Idősebb Storno Ferenc Kismartonban született 1821-ben. Landshutban nevelkedett, és apját követve az ottani ipariskolában tanulta ki a kéményseprő mesterséget. Korán kitűnt rajztehetsége, és minden szabad idejében rajzolt. A müncheni főiskolára készült, de apja halála miatt a család elszegényedett, úgyhogy vándor kéményseprőlegényként kellett megélnie. Minden építészeti és festőművészeti tudását autodidakta módon sajátította el.
1845-ben Pozsonyba indult, de egy asszony rossz irányt mutatott neki, és tévedésből Sopronba érkezett. Itt viszont azonnal munkát talált egy kéményseprő mesternél, majd annak halála után feleségül vette az özvegyet, így övé lett a megélhetését biztosító vállalkozás.
Hamarosan fontos pártfogókat is talált, akik felismerték és méltányolták tehetségét. Ők ismertették meg több bécsi művésszel; akik közül főleg Friedrich von Amerling segítette. Az 1850-es években hónapokat Bécsben dolgozhatott, ahol műemlékeket mért fel és rajzolt le, valamint tárgyakat tervezett, többek között Habsburg Lipót főhercegnek is. Ő lett a Niederösterreichisches Gewerbeverein Gewerbekunstblatt elnevezésű iparművészeti lapjának egyik legfőbb illusztrátora. Leopold Ernst munkatársaként részt vett a grafeneggi kastély neogótikus átépítésében és rajzolóként a bécsi Stephansdom stílszerű helyreállításában.
A középkori műemlékek kutatására és megóvására 1853-ban alakult Central-Comission für Erforschung und Erhaltung der Baudenkmäle bécsi szervezet 1857-ben korrespondentté, azaz külső munkatárssá választotta. 1863-tól Rómer Flóris támogatásának eredményeként a Magyar Tudományos Akadémia Archeológiai Bizottságától több megbízást kapott a történelmi Magyarország középkori műemlékeinek és falfestményeinek felmérésére, dokumentálására. Első ilyen útja Vas és Zala vármegyébe vezetett, ahol többek között a veleméri, a tótlaki és mártonhelyi falfestményekről készített másolatokat. Később, ugyancsak a bizottság felkérésére járt Horvátországban, Erdélyben és Bihar vármegyében.
Az 1860-as években, kapcsolódott be a hazai műemlékek feltárásába és restaurálásába. Restaurátorként és freskófestőként főleg a Felvidéken, Erdélyben és a Muraközben szerzett hírnevet. A rábízott középkori művészeti emlékeket (többnyire falfestményeket) erősen átdolgozta és historizáló stílusban állította helyre. Ennek jellemző példái a lőcsei Szent Jakab-templom szentélyének lábazati freskói és a pannonhalmi apátsági templom román kori déli kapujának timpanonképe. A hetvenes évektől már fiaival dolgozott: ők a kéményseprést a családi hagyományt követve tanulták ki, de azután a művészetet már külföldi akadémiákon tanulták.
1876-ban a Ferenc József-rend lovagi címével tüntették ki magyarországi templomfestészetéért és a tullni Háromkirályok-kápolna freskóinak, valamint a lőcsei Szent Jakab-templom középkori falképeinek helyreállításáért. Egy évvel később a pápától megkapta a Szilveszter-rend lovagkeresztjét is.
1878-tól 1880-ig festette ki a nagyváradi római katolikus székesegyház főhajójának freskóit és a szentélyt; e csodálatos festői alkotás mindmáig eredeti állapotában látható. A váradiak büszkék voltak rá, hogy egy ilyen szép alkotás a soproni Storno családtól származik.
Jó barátja volt Zettl Gusztáv, az ugyancsak Sopronban található Zettl–Langer-gyűjtemény megalapítója.
Iparművészeti tanulmányokkal is foglalkozott, ilyen tervezeteket is rajzolt. Élete utolsó éveit betegeskedve, soproni házának régiségei között töltötte el, és 86 éves korában, 1907. január 29-én halt meg.

## Fontosabb munkái

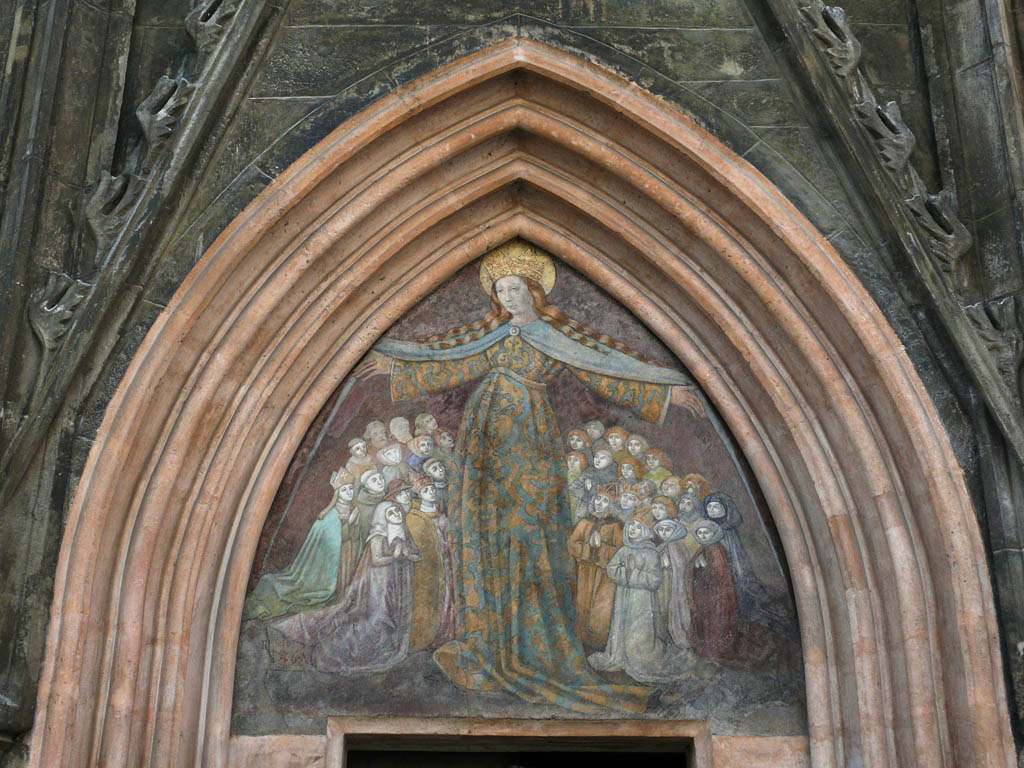
A soproni volt ferences, majd bencés templom bejárati ívezete. Ismeretlen középkori festő munkája, amit id. Storno Ferenc újított fel

- 1859–66-ban a soproni Szent Mihály-templomot restaurálta.
- 1868-ban a Pannonhalmi Bencés Főapátság kriptáját, majd 1870–75-ben a templomot restaurálta.
- 1876-ban a szepesi székesegyház Zápolya-kápolnáját állította helyre.
- 1878-1880 között festette ki a nagyváradi püspöki palota ebédlőjének mennyezetét, a székesegyházban (Basilica minor) pedig a főhajó és a szentély kupolájának freskóit. Utóbbi jobb szélén a „Franz Storno aus Ödenburg 1778”  felirat a festő kézjegye.
- 1881-ben fejezte be az alcsúti kastély József főherceg megrendelésére, az ő tervei alapján épített kápolnájának díszítését.
- 1884-ben végzett a körmöcbányai kéthajós vártemplom gyökeres, de korhű helyreállításával.